# Margarida da Prússia
Margarida Beatriz Teodora da Prússia (em alemão: Margarethe Beatrice Feodora von Preußen; 22 de abril de 1872 – 22 de janeiro de 1954) foi a esposa do Rei-Eleito Frederico Carlos, e a Rainha Eleita da Finlândia de outubro a dezembro de 1918. Era a filha mais nova do imperador Frederico III da Alemanha e da sua esposa, a princesa Vitória, Princesa Real do Reino Unido.

## Biografia

### Primeiros Anos
Margarida da Prússia nasceu em 22 de abril de 1872 no Novo Palácio em Potsdam. Ela era a filha mais nova do então príncipe-herdeiro Frederico da Prússia, futuro rei da Prússia e imperador da Alemanha sob o nome de Frederico III, e de Vitória, Princesa Real do Reino Unido. Seus avós paternos eram o imperador alemão Guilherme I da Alemanha e a princesa Augusta de Saxe-Weimar-Eisenach, enquanto que seus avós maternos eram a rainha Vitória do Reino Unido e o príncipe Alberto de Saxe-Coburgo-Gota. Na altura em que a bebé foi batizada, a cabeça dela estava coberta com cabelo curto que se parecia com musgo ("moss" em inglês), por isso ela ganhou a alcunha de "Mossy". No batismo, ela recebeu os nomes de Margarida Beatriz Teodora. Seus padrinhos foram o imperador brasileiro D. Pedro II e a então princesa-herdeira da Itália Margarida de Saboia.
Margarida cresceu no meio de grandes privilégios e formalidades. Tal como as suas irmãs Vitória e Sofia, Margarida era muito chegada aos seus pais, formando um grupo antagónico com os seus irmãos mais velhos Guilherme, Carlota e Henrique. Margarida era vista como a mais popular das irmãs de Guilherme II e mantinha boas relações com um grande número de membros da família. Margarida era prima direta do rei Jorge V do Reino Unido, da imperatriz russa Alexandra Feodorovna e de todos os demais netos da rainha Vitória.

### Casamento e filhos

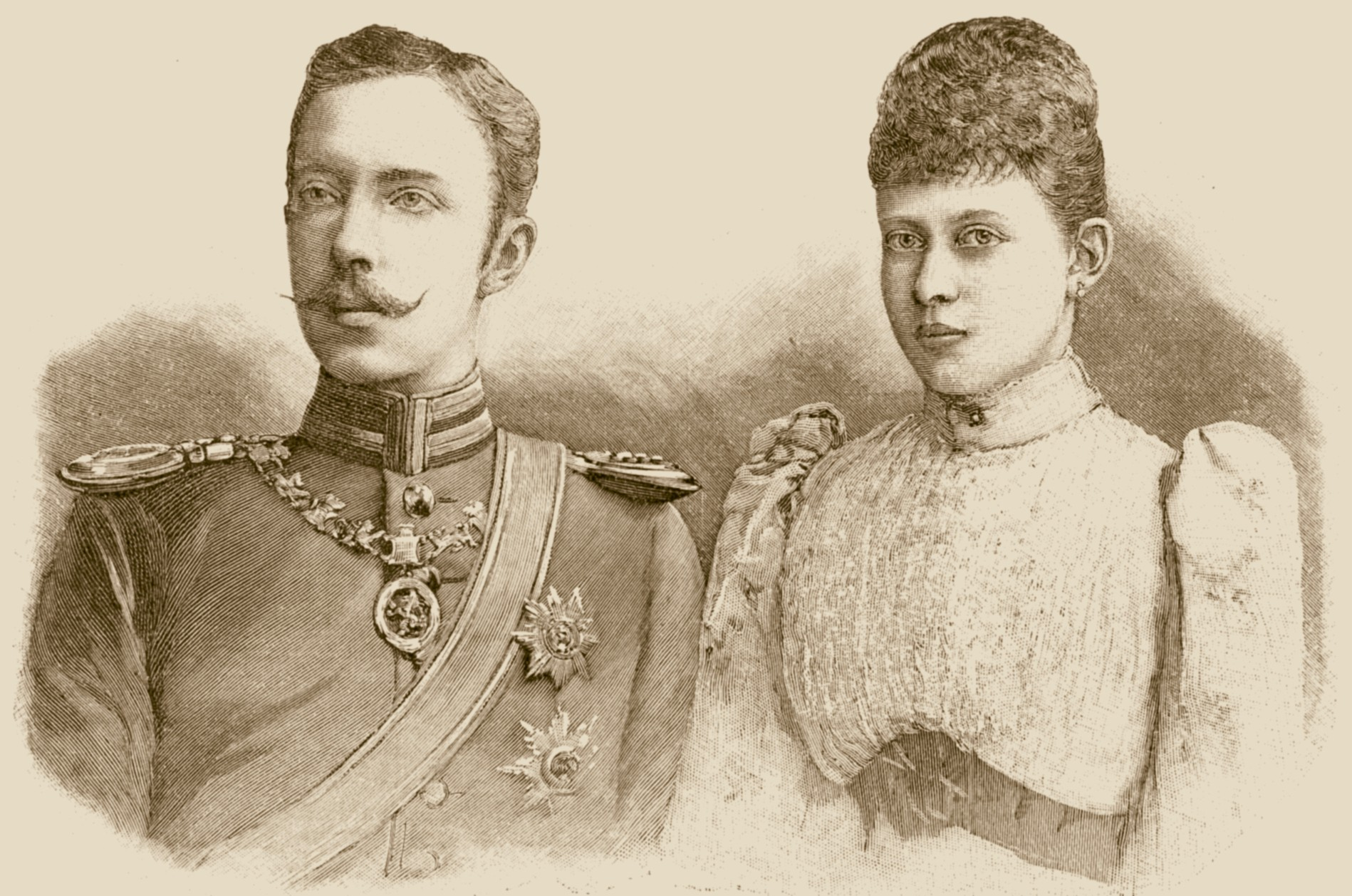
Noivado de Margarida e Frederico Carlos de Hesse

Durante a adolescência, Margarida apaixonou-se pelo príncipe Maximiliano de Baden. Ele não partilhava os mesmos sentimentos e, por isso, ela virou-se para a segunda escolha, o grande amigo de Maximiano, o príncipe Frederico Carlos de Hesse, futuro chefe da casa de Hesse-Kassel e futuro rei eleito da Finlândia. Os dois casaram-se no dia 25 de janeiro de 1893 em Berlim. Margarida e o marido tiveram 6 filhos, incluindo dois pares de gémeos:
- Frederico Guilherme de Hesse-Cassel (1893–1916) - Morto em combate durante a Primeira Guerra Mundial.
- Maximiliano de Hesse-Cassel (1894–1914) - Morto em combate durante a Primeira Guerra Mundial.
- Filipe de Hesse-Cassel (1896–1980) - Casado com a princesa Mafalda de Saboia; com descendência.
- Wolfgang de Hesse-Cassel (1896–1989)- Casado com a princesa Maria Alexandra de Baden; sem descendência.
- Cristóvão de Hesse-Cassel (1901–1943) - Casado com a princesa Sofia da Grécia e Dinamarca; com descendência; morreu durante a Segunda Guerra Mundial.
- Ricardo de Hesse-Cassel (1901–1969)

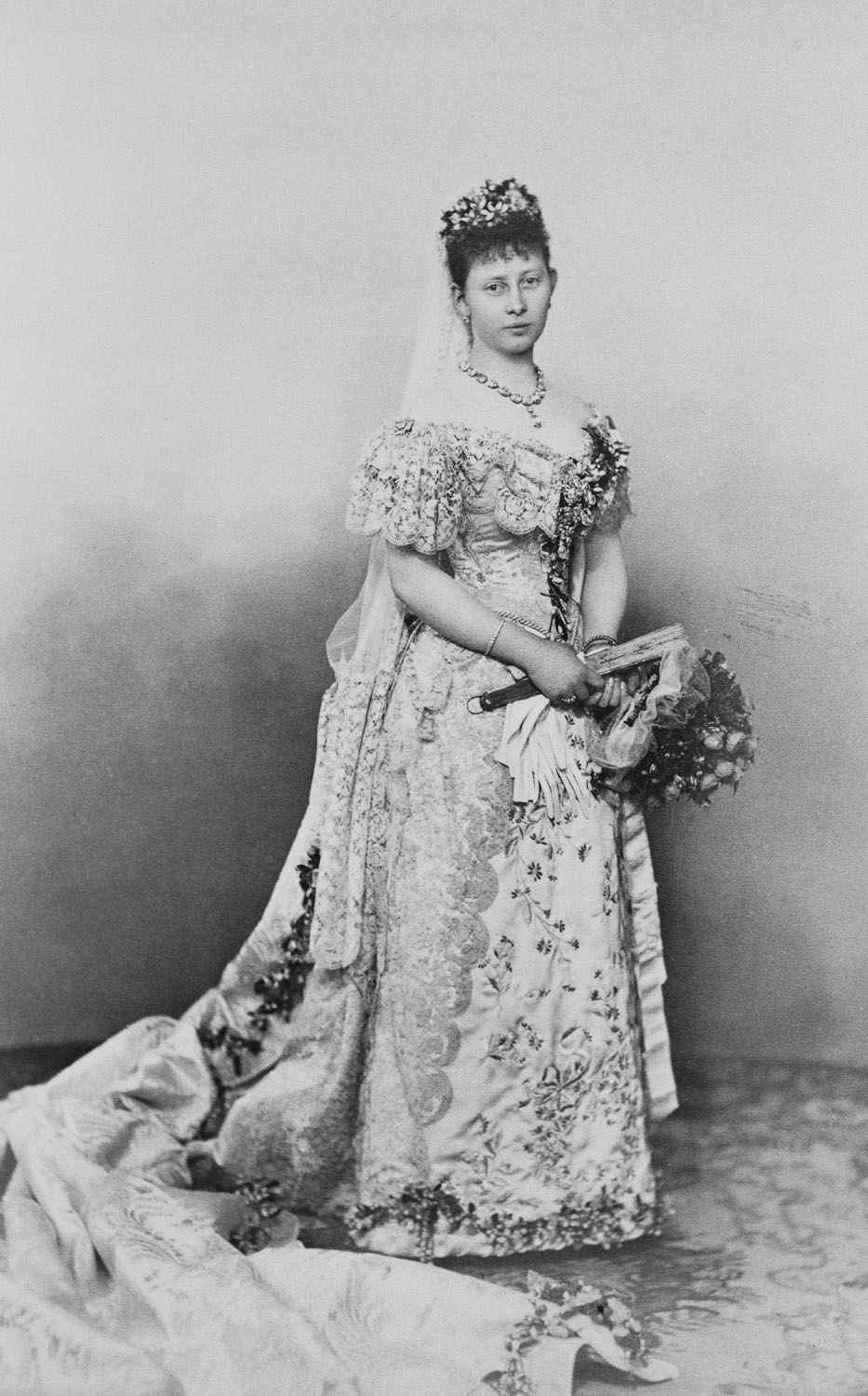
Margarida em seu vestido de casamento

Na altura do casamento, o príncipe Frederico Carlos não era chefe da Casa de Hesse-Kassel. A posição era detida pelo seu irmão Alexandre que a entregou a Carlos em meados dos anos 20 para poder contrair uma união morganática. O príncipe Frederico Carlos (título que possuía quando se casou) era tratado por "Sua Alteza" enquanto Margarida mantinha o tratamento de "Sua Alteza Real". Esta disparidade chegou ao fim quando em 1925 Frederico Carlos se tornou conde de Hesse.
Os dois eram primos em segundo grau, uma vez que a mãe de Frederico era a Princesa Ana da Prússia, prima direta do pai de Margarida (o avô de Margarida, Kaiser Guilherme I, era irmão de Carlos da Prússia, avô de seu marido Frederico Carlos de Hesse) . O casamento foi muito feliz. A princesa Margarida tinha uma personalidade forte e sempre se mostrou mais segura e confiante do que o marido. A residência principal do casal durante os primeiros anos de casamento foi Schloss Rumpenheim. Em 1901, Margarida herdou o Schloss Friedrichshof após a morte da mãe. Na altura, era visto como muito inconvencional um marido morar na propriedade que pertencia à mulher, contudo Margarida estava decidida a manter a casa da sua mãe que exigia muitas despesas, por isso a família mudou-se para lá.
Em 1918, o marido de Margarida aceitou a oferta do trono da recém-independente Finlândia, mas devido às derrotas alemãs durante a Primeira Guerra Mundial, acabou por o renunciar pouco depois. Ela poderia ter-se tornado na rainha-consorte da Finlândia. A sua sucessora foi a sua prima directa, a imperatriz Alexandra Feodorovna da Rússia, que era também grã-duquesa consorte do país.

### Tragédias familiares

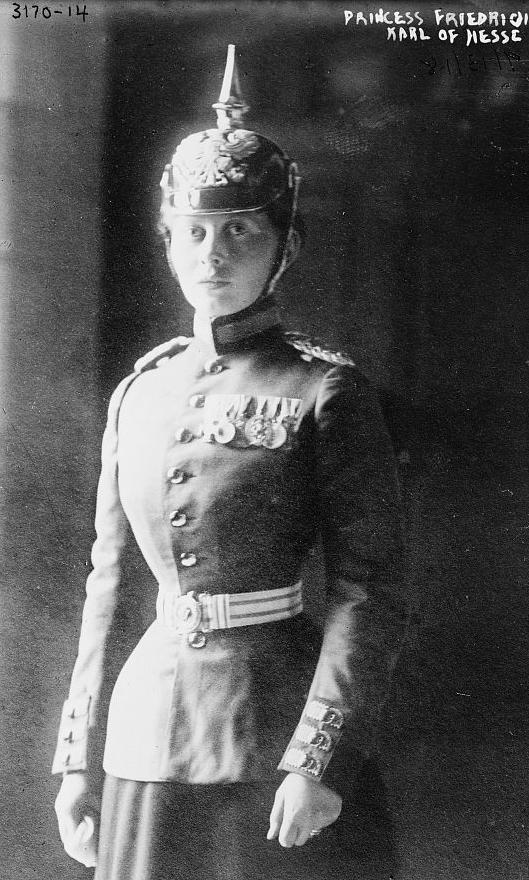
Margarida em uniforme militar

Os filhos mais velhos de Margarida, Frederico Guilherme e Maximiliano, foram mortos durante a Primeira Guerra Mundial. O príncipe Maximiliano, o filho mais chegado de Margarida, estava a servir perto de Aisne, na Bélgica quando ficou ferido com gravidade por uma metralhadora em outubro de 1914. Morreu pouco depois e o seu corpo foi enterrado em segredo na aldeia de Caestre pela população local que soube que se tratava do sobrinho do Kaiser. O padre que fez o funeral recusou-se a identificar a sepultura até que os alemães deixassem a Bélgica e pagassem uma compensação pelos danos. O irmão mais novo de Maximiliano, Wolfgang, pediu ajuda às autoridades britânicas e, posteriormente foi realizado um inquérito e o corpo foi devolvido à família. O filho mais velho de Margarida, Frederico Guilherme, morreu no dia 12 de setembro de 1916 em Kara Orman, na Roménia. Foi morto numa luta corpo-a-corpo durante a qual o seu pescoço foi cortado pela baioneta do inimigo.
Os outros dois filhos, Filipe e Cristóvão, entregaram-se ao nazismo, principalmente por terem esperança de que, um dia, Adolf Hitler restaurasse a monarquia na Alemanha. Filipe casou-se com a princesa Mafalda, filha do rei Vítor Emanuel III da Itália. 
Devido às suas relações próximas com o rei da Itália, Filipe foi nomeado em 1939 para o grupo pessoal de Hitler por ser útil para as comunicações entre a Alemanha Nazi e a Itália Fascista. Quando ele se apercebeu da realidade do nazismo tentou demitir-se, mas não foi autorizado a fazê-lo. Usou a sua posição e o seu dinheiro para dar passaportes a judeus e ajudou-os a fugir para os Países Baixos. Publicamente, ele continuou os seus deveres e ocasionalmente executava missões secretas para Hitler na Itália. Foi ele que deu pessoalmente a notícia da capitulação italiana a Hitler. A vingança do Führer recaiu sob Filipe que foi preso num campo de concentração para prisioneiros políticos. A sua esposa Mafalda foi levada para Buchenwald onde acabaria por morrer devido a uma hemorragia causada pela amputação do seu braço.
O quinto filho, Cristóvão, era um apoiante reservado do esforço de guerra alemão, mas após a Batalha de Estalinegrado, ficou frustrado com as limitações que lhe eram impostas no papel que desempenhava no conflito e tornou-se um crítico cada vez mais duro do governo alemão. O regime nazi virou-se contra a família dele e Cristóvão planeava deixar o Partido Nazi quando, em 1943, morreu num acidente de avião. Ele era casado com a princesa Sofia da Grécia, uma irmã do príncipe Filipe, marido da rainha Isabel II do Reino Unido. Além do filho Cristóvão, Margarida também perdeu duas noras. A esposa do seu filho Wolfgang, a princesa Maria Alexandra morreu juntamente com outras sete voluntárias num ataque em Frankfurt na noite de 29 para 30 de janeiro de 1944. A cave onde elas se tinham refugiado cedeu perante o peso do edifício e deixou Maria praticamente irreconhecível.
Margarida, uma espécie de matriarca, era o centro da sua grande e dinâmica família. Durante e após a Segunda Guerra Mundial, ela tomou conta de muitos dos seus netos e tentou preservar um centro de refúgio para eles em Friedrichshof enquanto os seus pais viviam as tribulações da guerra.

### Últimos anos
Margarida passou por anos difíceis após 1945, principalmente devido ao assalto de Friedrichshof em novembro de 1945 onde foram roubadas joias de família no valor de 2 milhões de libras. Após a Segunda Guerra Mundial, Friedrichshof foi utilizado como um clube de oficiais pelo exército americano. O filho de Margarida, Wolfgang, temendo pelas joias, tinha-as enterrado numa sub-cave do castelo.
No dia 5 de novembro de 1945, a gerente do clube, a capitã Kathleen Nash, descobriu as joias e, juntamente com o seu futuro marido, o coronel Jack Durant e o major David Watson, roubou o tesouro e retirou as joias da Alemanha. No início de 1946, a princesa Margarida descobriu o roubo quando a família pretendia usar as joias para o casamento da princesa Sofia que se preparava para casar novamente. Sofia e Margarida denunciaram o caso às autoridades de Frankfurt. Os culpados foram encontrados, mas apenas em agosto de 1951 e a família Hesse apenas recuperou 10% do que tinha sido roubado.
Margarida, a última filha sobrevivente do imperador Frederico III, morreu em Kronberg no dia 22 janeiro de 1954, 22 anos depois do seu marido. Tinha 81 anos.